# Lista planetelor minore/1401–1500
Aceasta este Lista planetelor minore/1401–1500; pentru a naviga prin lista completă vezi Lista planetelor minore.
Pentru ale detalii vezi și Proiect:Astronomie sau Portal:Astronomie.
| Nume              | Denumire provizorie | Data descoperirii  | Locul descoperirii | Descoperitor(i)      |
| ----------------- | ------------------- | ------------------ | ------------------ | -------------------- |
| 1401 Lavonne      | 1935 UD             | 22 octombrie 1935  | Uccle⁠(d)           | E. Delporte          |
| 1402 Eri          | 1936 OC             | 16 iulie 1936      | Heidelberg         | K. Reinmuth          |
| 1403 Idelsonia    | 1936 QA             | 13 august 1936     | Crimea-Simeis⁠(d)   | G. N. Neuimin        |
| 1404 Ajax         | 1936 QW             | 17 august 1936     | Heidelberg         | K. Reinmuth          |
| 1405 Sibelius     | 1936 RE             | 12 septembrie 1936 | Turku              | Y. Väisälä⁠(d)        |
| 1406 Komppa       | 1936 RF             | 13 septembrie 1936 | Turku              | Y. Väisälä           |
| 1407 Lindelöf     | 1936 WC             | 21 noiembrie 1936  | Turku              | Y. Väisälä           |
| 1408 Trusanda     | 1936 WF             | 23 noiembrie 1936  | Heidelberg         | K. Reinmuth          |
| 1409 Isko         | 1937 AK             | 8 ianuarie 1937    | Heidelberg         | K. Reinmuth          |
| 1410 Margret      | 1937 AL             | 8 ianuarie 1937    | Heidelberg         | K. Reinmuth          |
| 1411 Brauna       | 1937 AM             | 8 ianuarie 1937    | Heidelberg         | K. Reinmuth          |
| 1412 Lagrula      | 1937 BA             | 19 ianuarie 1937   | Algiers            | L. Boyer             |
| 1413 Roucarie     | 1937 CD             | 12 februarie 1937  | Algiers            | L. Boyer             |
| 1414 Jérôme       | 1937 CE             | 12 februarie 1937  | Algiers            | L. Boyer             |
| 1415 Malautra     | 1937 EA             | 4 martie 1937      | Algiers            | L. Boyer             |
| 1416 Renauxa      | 1937 EC             | 4 martie 1937      | Algiers            | L. Boyer             |
| 1417 Walinskia    | 1937 GH             | 1 aprilie 1937     | Heidelberg         | K. Reinmuth          |
| 1418 Fayeta       | 1903 RG             | 22 septembrie 1903 | Heidelberg         | P. Götz⁠(d)           |
| 1419 Danzig       | 1929 RF             | 5 septembrie 1929  | Heidelberg         | K. Reinmuth          |
| 1420 Radcliffe    | 1931 RJ             | 14 septembrie 1931 | Heidelberg         | K. Reinmuth          |
| 1421 Esperanto    | 1936 FQ             | 18 martie 1936     | Turku              | Y. Väisälä⁠(d)        |
| 1422 Strömgrenia  | 1936 QF             | 23 august 1936     | Heidelberg         | K. Reinmuth          |
| 1423 Jose         | 1936 QM             | 28 august 1936     | Uccle⁠(d)           | J. Hunaerts⁠(d)       |
| 1424 Sundmania    | 1937 AJ             | 9 ianuarie 1937    | Turku              | Y. Väisälä⁠(d)        |
| 1425 Tuorla       | 1937 GB             | 3 aprilie 1937     | Turku              | K. A. Inkeri         |
| 1426 Riviera      | 1937 GF             | 1 aprilie 1937     | Nice               | M. Laugier⁠(d)        |
| 1427 Ruvuma       | 1937 KB             | 16 mai 1937        | Johannesburg⁠(d)    | C. Jackson           |
| 1428 Mombasa      | 1937 NO             | 5 iulie 1937       | Johannesburg       | C. Jackson           |
| 1429 Pemba        | 1937 NH             | 2 iulie 1937       | Johannesburg       | C. Jackson           |
| 1430 Somalia      | 1937 NK             | 5 iulie 1937       | Johannesburg       | C. Jackson           |
| 1431 Luanda       | 1937 OB             | 29 iulie 1937      | Johannesburg       | C. Jackson           |
| 1432 Ethiopia     | 1937 PG             | 1 august 1937      | Johannesburg       | C. Jackson           |
| 1433 Geramtina    | 1937 UC             | 30 octombrie 1937  | Uccle⁠(d)           | E. Delporte          |
| 1434 Margot       | 1936 FD1            | 19 martie 1936     | Crimea-Simeis⁠(d)   | G. N. Neuimin        |
| 1435 Garlena      | 1936 WE             | 23 noiembrie 1936  | Heidelberg         | K. Reinmuth          |
| 1436 Salonta      | 1936 YA             | 11 decembrie 1936  | Konkoly            | G. Kulin             |
| 1437 Diomedes     | 1937 PB             | 3 august 1937      | Heidelberg         | K. Reinmuth          |
| 1438 Wendeline    | 1937 TC             | 11 octombrie 1937  | Heidelberg         | K. Reinmuth          |
| 1439 Vogtia       | 1937 TE             | 11 octombrie 1937  | Heidelberg         | K. Reinmuth          |
| 1440 Rostia       | 1937 TF             | 11 octombrie 1937  | Heidelberg         | K. Reinmuth          |
| 1441 Bolyai       | 1937 WA             | 26 noiembrie 1937  | Konkoly            | G. Kulin             |
| 1442 Corvina      | 1937 YF             | 29 decembrie 1937  | Konkoly            | G. Kulin             |
| 1443 Ruppina      | 1937 YG             | 29 decembrie 1937  | Heidelberg         | K. Reinmuth          |
| 1444 Pannonia     | 1938 AE             | 6 ianuarie 1938    | Konkoly            | G. Kulin             |
| 1445 Konkolya     | 1938 AF             | 6 ianuarie 1938    | Konkoly            | G. Kulin             |
| 1446 Sillanpää    | 1938 BA             | 26 ianuarie 1938   | Turku              | Y. Väisälä⁠(d)        |
| 1447 Utra         | 1938 BB             | 26 ianuarie 1938   | Turku              | Y. Väisälä           |
| 1448 Lindbladia   | 1938 DF             | 16 februarie 1938  | Turku              | Y. Väisälä           |
| 1449 Virtanen     | 1938 DO             | 20 februarie 1938  | Turku              | Y. Väisälä           |
| 1450 Raimonda     | 1938 DP             | 20 februarie 1938  | Turku              | Y. Väisälä           |
| 1451 Granö        | 1938 DT             | 22 februarie 1938  | Turku              | Y. Väisälä           |
| 1452 Hunnia       | 1938 DZ1            | 26 februarie 1938  | Konkoly            | G. Kulin             |
| 1453 Fennia       | 1938 ED1            | 8 martie 1938      | Turku              | Y. Väisälä⁠(d)        |
| 1454 Kalevala     | 1936 DO             | 16 februarie 1936  | Turku              | Y. Väisälä           |
| 1455 Mitchella    | 1937 LF             | 5 iunie 1937       | Heidelberg         | A. Bohrmann⁠(d)       |
| 1456 Saldanha     | 1937 NG             | 2 iulie 1937       | Johannesburg⁠(d)    | C. Jackson           |
| 1457 Ankara       | 1937 PA             | 3 august 1937      | Heidelberg         | K. Reinmuth          |
| 1458 Mineura      | 1937 RC             | 1 septembrie 1937  | Uccle⁠(d)           | F. Rigaux⁠(d)         |
| 1459 Magnya       | 1937 VA             | 4 noiembrie 1937   | Crimea-Simeis⁠(d)   | G. N. Neuimin        |
| 1460 Haltia       | 1937 WC             | 24 noiembrie 1937  | Turku              | Y. Väisälä⁠(d)        |
| 1461 Jean-Jacques | 1937 YL             | 30 decembrie 1937  | Nice               | M. Laugier⁠(d)        |
| 1462 Zamenhof     | 1938 CA             | 6 februarie 1938   | Turku              | Y. Väisälä⁠(d)        |
| 1463 Nordenmarkia | 1938 CB             | 6 februarie 1938   | Turku              | Y. Väisälä           |
| 1464 Armisticia   | 1939 VO             | 11 noiembrie 1939  | Williams Bay⁠(d)    | G. Van Biesbroeck⁠(d) |
| 1465 Autonoma     | 1938 FA             | 20 martie 1938     | Hamburg-Bergedorf  | A. Wachmann⁠(d)       |
| 1466 Mündleria    | 1938 KA             | 31 mai 1938        | Heidelberg         | K. Reinmuth          |
| 1467 Mashona      | 1938 OE             | 30 iulie 1938      | Johannesburg⁠(d)    | C. Jackson           |
| 1468 Zomba        | 1938 PA             | 23 iulie 1938      | Johannesburg       | C. Jackson           |
| 1469 Linzia       | 1938 QD             | 19 august 1938     | Heidelberg         | K. Reinmuth          |
| 1470 Carla        | 1938 SD             | 17 septembrie 1938 | Heidelberg         | A. Bohrmann⁠(d)       |
| 1471 Tornio       | 1938 SL1            | 16 septembrie 1938 | Turku              | Y. Väisälä⁠(d)        |
| 1472 Muonio       | 1938 UQ             | 18 octombrie 1938  | Turku              | Y. Väisälä           |
| 1473 Ounas        | 1938 UT             | 22 octombrie 1938  | Turku              | Y. Väisälä           |
| 1474 Beira        | 1935 QY             | 20 august 1935     | Johannesburg⁠(d)    | C. Jackson           |
| 1475 Yalta        | 1935 SM             | 21 septembrie 1935 | Crimea-Simeis⁠(d)   | P. F. Șain           |
| 1476 Cox          | 1936 RA             | 10 septembrie 1936 | Uccle⁠(d)           | E. Delporte          |
| 1477 Bonsdorffia  | 1938 CC             | 6 februarie 1938   | Turku              | Y. Väisälä⁠(d)        |
| 1478 Vihuri       | 1938 CF             | 6 februarie 1938   | Turku              | Y. Väisälä           |
| 1479 Inkeri       | 1938 DE             | 16 februarie 1938  | Turku              | Y. Väisälä           |
| 1480 Aunus        | 1938 DK             | 18 februarie 1938  | Turku              | Y. Väisälä           |
| 1481 Tübingia     | 1938 DR             | 7 februarie 1938   | Heidelberg         | K. Reinmuth          |
| 1482 Sebastiana   | 1938 DA1            | 20 februarie 1938  | Heidelberg         | K. Reinmuth          |
| 1483 Hakoila      | 1938 DJ1            | 24 februarie 1938  | Turku              | Y. Väisälä⁠(d)        |
| 1484 Postrema     | 1938 HC             | 29 aprilie 1938    | Crimea-Simeis⁠(d)   | G. N. Neuimin        |
| 1485 Isa          | 1938 OB             | 28 iulie 1938      | Heidelberg         | K. Reinmuth          |
| 1486 Marilyn      | 1938 QA             | 23 august 1938     | Uccle⁠(d)           | E. Delporte          |
| 1487 Boda         | 1938 WC             | 17 noiembrie 1938  | Heidelberg         | K. Reinmuth          |
| 1488 Aura         | 1938 XE             | 15 decembrie 1938  | Turku              | Y. Väisälä⁠(d)        |
| 1489 Attila       | 1939 GC             | 12 aprilie 1939    | Konkoly            | G. Kulin             |
| 1490 Limpopo      | 1936 LB             | 14 iunie 1936      | Johannesburg⁠(d)    | C. Jackson           |
| 1491 Balduinus    | 1938 EJ             | 23 februarie 1938  | Uccle⁠(d)           | E. Delporte          |
| 1492 Oppolzer     | 1938 FL             | 23 martie 1938     | Turku              | Y. Väisälä⁠(d)        |
| 1493 Sigrid       | 1938 QB             | 26 august 1938     | Uccle⁠(d)           | E. Delporte          |
| 1494 Savo         | 1938 SJ             | 16 septembrie 1938 | Turku              | Y. Väisälä⁠(d)        |
| 1495 Helsinki     | 1938 SW             | 21 septembrie 1938 | Turku              | Y. Väisälä           |
| 1496 Turku        | 1938 SA1            | 22 septembrie 1938 | Turku              | Y. Väisälä           |
| 1497 Tampere      | 1938 SB1            | 22 septembrie 1938 | Turku              | Y. Väisälä           |
| 1498 Lahti        | 1938 SK1            | 16 septembrie 1938 | Turku              | Y. Väisälä           |
| 1499 Pori         | 1938 UF             | 16 octombrie 1938  | Turku              | Y. Väisälä           |
| 1500 Jyväskylä    | 1938 UH             | 16 octombrie 1938  | Turku              | Y. Väisälä           |